# Kluifzwammen
Kluifzwammen (Helvella) is een geslacht van schimmels. Soorten uit dit geslacht komen voor in Noord-Amerika en Europa. De typesoort is Helvella crispa.
Bekende soorten zijn de witte kluifzwam (Helvella crispa) en de zwarte kluifzwam (Helvella lacunosa). Door de geplooide of gegroefde steel en hoed zien deze zwammen er uit als hondenkluifjes.

## Soorten
Volgens Index Fungorum telt het geslacht 257 soorten (peildatum november 2021):
| Soortnaam                                           | Auteur(s)                           | Publicatiejaar |
| --------------------------------------------------- | ----------------------------------- | -------------- |
| Helvella acaulis                                    | Lour.                               | 1790           |
| Helvella acetabuloides                              | X.C. Wang & W.Y. Zhuang             | 2019           |
| Helvella acetabulum (Bokaalkluifzwam)               | (L.) Quél.                          | 1874           |
| Helvella adhaerens                                  | Peck                                | 1902           |
| Helvella aerigunosa                                 | Pers.                               | 1801           |
| Helvella affinis                                    | Velen.                              | 1922           |
| Helvella agariciformis                              | Bolton                              | 1790           |
| Helvella agaricoides                                | Kreh                                | 1922           |
| Helvella alba                                       | Bergeret                            | 1783           |
| Helvella albella                                    | Quél.                               | 1896           |
| Helvella albida                                     | Schumach.                           | 1803           |
| Helvella albidula                                   | Quél.                               |                |
| Helvella albipes                                    | Fuckel                              | 1866           |
| Helvella alpicola                                   | Skrede, T.A. Carlsen & T. Schumach. | 2017           |
| Helvella alpina                                     | Skrede, T.A. Carlsen & T. Schumach. | 2017           |
| Helvella amara                                      | Lour.                               | 1790           |
| Helvella arctica                                    | Nannf.                              | 1937           |
| Helvella arcto-alpina                               | Harmaja                             | 1977           |
| Helvella astieri                                    | Korf & Donadini                     | 1973           |
| Helvella aterrima                                   | Velen.                              | 1934           |
| Helvella atra (Roetkluifzwam)                       | J. König                            | 1770           |
| Helvella atrata                                     | Sw.                                 | 1788           |
| Helvella aurea                                      | Bolton                              | 1790           |
| Helvella auriformis                                 | Hoffm.                              | 1790           |
| Helvella bachu                                      | Q. Zhao, Zhu L. Yang & K.D. Hyde    | 2016           |
| Helvella badia                                      | Saut.                               | 1841           |
| Helvella bicolor                                    | Raddi                               | 1818           |
| Helvella bicolor                                    | Hazsl.                              | 1881           |
| Helvella birretum                                   | Krombh.                             | 1834           |
| Helvella branzeziana                                | Svrček & J. Moravec                 | 1968           |
| Helvella brevipes                                   | DC.                                 | 1815           |
| Helvella brevis                                     | (Peck) Harmaja                      | 1974           |
| Helvella brevissima                                 | Peck                                | 1903           |
| Helvella brunnea                                    | J.F. Gmel.                          | 1792           |
| Helvella bulbosa                                    | Font Quer                           | 1931           |
| Helvella calycina                                   | Skrede, T.A. Carlsen & T. Schumach. | 2017           |
| Helvella campanulata                                | Scop.                               | 1772           |
| Helvella capucina                                   | Quél.                               | 1878           |
| Helvella capucinoides                               | Peck                                | 1912           |
| Helvella carnea                                     | Schaeff.                            | 1774           |
| Helvella carnosa                                    | Skrede, T.A. Carlsen & T. Schumach. | 2017           |
| Helvella carthilaginea                              | Bolton                              | 1790           |
| Helvella caryophyllea                               | Bolton                              | 1792           |
| Helvella cerasina                                   | Wulfen                              | 1787           |
| Helvella ceratospermum                              | Schreb.                             | 1771           |
| Helvella chinensis                                  | (Velen.) Nannf. & L. Holm           | 1985           |
| Helvella chrysophaea                                | Pers.                               | 1822           |
| Helvella cibaria                                    | J.B. Noulet & A. Dassier            | 1838           |
| Helvella ciliaris                                   | J.F. Gmel.                          | 1792           |
| Helvella ciliata                                    | Scop.                               | 1772           |
| Helvella cinerea                                    | Vill.                               | 1789           |
| Helvella cinerella                                  | Velen.                              | 1934           |
| Helvella cinereocandida                             | Hazsl.                              | 1881           |
| Helvella clavus                                     | Schaeff.                            | 1774           |
| Helvella cochleata                                  | Wulfen                              | 1781           |
| Helvella compressa                                  | (Snyder) N.S. Weber                 | 1975           |
| Helvella conformis                                  | Pers.                               | 1822           |
| Helvella connivens                                  | Dissing & M. Lange                  | 1967           |
| Helvella constricta                                 | Boud.                               | 1907           |
| Helvella coralloides                                | Scop.                               | 1772           |
| Helvella corbierei                                  | (Malençon) Van Vooren & Frund       | 2010           |
| Helvella corium (Zwarte schotelkluifzwam)           | (O. Weberb.) Massee                 | 1895           |
| Helvella cornucopiae                                | Schaeff.                            | 1774           |
| Helvella cornuta                                    | Velen.                              | 1934           |
| Helvella corrugata                                  | With.                               | 1776           |
| Helvella costata                                    | Schwein.                            | 1822           |
| Helvella costifera (Geribde kluifzwam)              | Nannf.                              | 1953           |
| Helvella craterella                                 | (Hedw.) Quél.                       | 1886           |
| Helvella crispa (Witte kluifzwam)                   | (Scop.) Fr.                         | 1822           |
| Helvella crispoides                                 | Q. Zhao & K.D. Hyde                 | 2017           |
| Helvella cupuliformis (Okerbruine schotelkluifzwam) | Dissing & Nannf.                    | 1966           |
| Helvella cyathiformis                               | Scop.                               | 1770           |
| Helvella danica                                     | Skrede, T.A. Carlsen & T. Schumach. | 2017           |
| Helvella dimidiata                                  | Bull.                               | 1791           |
| Helvella dovrensis                                  | T. Schumach.                        | 1992           |
| Helvella dryadophila                                | Harmaja                             | 1977           |
| Helvella dryophila                                  | Vellinga & N.H. Nguyen              | 2013           |
| Helvella dura                                       | Velen.                              | 1934           |
| Helvella elastica (Holsteelkluifzwam)               | Bull.                               | 1785           |
| Helvella engleriana                                 | Henn.                               | 1894           |
| Helvella ephippioides                               | S. Imai                             | 1932           |
| Helvella ephippium (Zadelkluifzwam)                 | Lév.                                | 1841           |
| Helvella equina                                     | O.F. Müll.                          | 1778           |
| Helvella erythrophaea                               | Pers.                               | 1822           |
| Helvella exarata                                    | Gillet                              | 1879           |
| Helvella fallax                                     | Quél.                               | 1878           |
| Helvella fargesii                                   | Pat.                                | 1893           |
| Helvella faulknerae                                 | Copel.                              | 1904           |
| Helvella favrei                                     | Quél.                               | 1902           |
| Helvella feritoria                                  | Bolton                              | 1790           |
| Helvella fibrosa (Gladstelige schotelkluifzwam)     | (Wallr.) Korf                       | 2008           |
| Helvella fimetaria                                  | Scop.                               | 1770           |
| Helvella fistulosa                                  | Alb. & Schwein.                     | 1805           |
| Helvella flammea                                    | Scop.                               | 1772           |
| Helvella flavida                                    | Velen.                              | 1947           |
| Helvella flavovirens                                | Nees                                | 1816           |
| Helvella floriforma                                 | Q. Zhao & K.D. Hyde                 | 2016           |
| Helvella floriformis                                | Schaeff.                            | 1774           |
| Helvella foetida                                    | Velen.                              | 1934           |
| Helvella fuliginea                                  | Saut.                               | 1841           |
| Helvella fuliginosa                                 | Schaeff. / Pers. ex Cooke           | 1774 / 1876    |
| Helvella fungiformis                                | Scop.                               | 1770           |
| Helvella fusca (Geaderde kluifzwam)                 | Gillet                              | 1879           |
| Helvella fuscolacunosa                              | Skrede & T. Schumach.               | 2020           |
| Helvella galeriformis                               | B. Liu & J.Z. Cao                   | 1988           |
| Helvella gelatinosa                                 | Bull.                               | 1790           |
| Helvella glutinosa                                  | B. Liu & J.Z. Cao                   | 1988           |
| Helvella gracilis                                   | Peck                                | 1872           |
| Helvella grisea                                     | Clem.                               | 1896           |
| Helvella griseoalba                                 | N.S. Weber                          | 1972           |
| Helvella heganii                                    | Copel.                              | 1904           |
| Helvella helvellula                                 | (Durieu & Mont.) Dissing            | 1966           |
| Helvella hispanica                                  | Skrede & T. Schumach.               | 2020           |
| Helvella hispida                                    | Schaeff.                            | 1774           |
| Helvella horizontalis                               | Afzel.                              | 1783           |
| Helvella hyperborea                                 | Harmaja                             | 1978           |
| Helvella hypocrateriformis                          | Schaeff.                            | 1774           |
| Helvella iberica                                    | Skrede & T. Schumach.               | 2020           |
| Helvella inexpectata                                | Skrede & T. Schumach.               | 2020           |
| Helvella infula                                     | Krombh.                             | 1834           |
| Helvella infundibuliformis                          | Scop.                               | 1772           |
| Helvella infundibuliformis                          | Sowerby                             | 1799           |
| Helvella involuta                                   | Q. Zhao, Zhu L. Yang & K.D. Hyde    | 2015           |
| Helvella jiaohensis                                 | J.Z. Cao, L. Fan & B. Liu           | 1990           |
| Helvella jilinensis                                 | J.Z. Cao, L. Fan & B. Liu           | 1990           |
| Helvella jimsarica                                  | W.Y. Zhuang                         | 2004           |
| Helvella juniperi                                   | M. Filippa & Baiano                 | 1999           |
| Helvella laciniata                                  | Scop.                               | 1772           |
| Helvella lactea (Melkwitte kluifzwam)               | Boud.                               | 1907           |
| Helvella lacunosa (Zwarte kluifzwam)                | Afzel.                              | 1783           |
| Helvella laricina                                   | Vill.                               | 1789           |
| Helvella latispora (Witstelige zadelkluifzwam)      | Boud.                               | 1898           |
| Helvella lentiformis                                | Scop.                               | 1772           |
| Helvella leucophaea                                 | Tratt.                              | 1809           |
| Helvella leucopus                                   | Pers.                               | 1822           |
| Helvella levis                                      | Bergeret                            | 1783           |
| Helvella lichenoides                                | Scop.                               | 1770           |
| Helvella lilacina                                   | Quél.                               | 1873           |
| Helvella ludovicae                                  | J. Kickx f.                         | 1867           |
| Helvella lutea                                      | Bergeret                            | 1783           |
| Helvella lycoperdoides                              | Scop.                               | 1772           |
| Helvella macropus (Schotelkluifzwam)                | (Pers.) P. Karst.                   | 1871           |
| Helvella maculata                                   | N.S. Weber                          | 1975           |
| Helvella maculatoides                               | Q. Zhao & K.D. Hyde                 | 2016           |
| Helvella maroccana                                  | Har. & Pat.                         | 1904           |
| Helvella membranacea                                | Holmsk.                             | 1781           |
| Helvella menzeliana                                 | (Timm) E.H.L. Krause                | 1933           |
| Helvella mesatlantica                               | Malençon                            | 1979           |
| Helvella mesenteriformis                            | Vahl                                | 1797           |
| Helvella minima                                     | Scop.                               | 1772           |
| Helvella minor                                      | (Velen.) Rauschert                  | 1988           |
| Helvella minuta                                     | O.F. Müll.                          | 1778           |
| Helvella mitra                                      | Willd.                              | 1787           |
| Helvella monachella                                 | (Scop.) Fr.                         | 1822           |
| Helvella nana                                       | Quél.                               | 1884           |
| Helvella nannfeldtii                                | Skrede, T.A. Carlsen & T. Schumach. | 2017           |
| Helvella neopallescens                              | Skrede & T. Schumach.               | 2020           |
| Helvella nigra                                      | Bergeret                            | 1783           |
| Helvella nigricans                                  | Pers.                               | 1796           |
| Helvella nigripes                                   | Schumach.                           | 1803           |
| Helvella nivea                                      | Bergeret                            | 1783           |
| Helvella ochroleuca                                 | Schaeff.                            | 1774           |
| Helvella octava                                     | Schaeff.                            | 1763           |
| Helvella orienticrispa                              | Q. Zhao, Zhu L. Yang & K.D. Hyde    | 2015           |
| Helvella pallida                                    | Schaeff.                            | 1774           |
| Helvella pallidula                                  | N.S. Weber                          | 1972           |
| Helvella palustris                                  | Peck                                | 1883           |
| Helvella panormitana                                | Inzenga                             | 1865           |
| Helvella papuensis                                  | Dissing                             | 1979           |
| Helvella paraphysitorquata                          | I. Arroyo & Calonge                 | 1990           |
| Helvella pedunculata                                | Harmaja                             | 1978           |
| Helvella pezizoides                                 | Afzel.                              | 1783           |
| Helvella philonotis                                 | Dissing                             | 1964           |
| Helvella phlebophora                                | Pat. & Doass.                       | 1886           |
| Helvella phlebophoroides                            | Skrede & T. Schumach.               | 2020           |
| Helvella pileata                                    | Clem.                               | 1903           |
| Helvella pileus                                     | Schaeff.                            | 1774           |
| Helvella pineti                                     | L.                                  | 1753           |
| Helvella planus                                     | Huds.                               | 1778           |
| Helvella platycephala                               | Benedix                             | 1972           |
| Helvella platypodia                                 | (Boud.) Donadini                    | 1985           |
| Helvella pocillum                                   | Harmaja                             | 1976           |
| Helvella poculiformis                               | Skrede & T. Schumach.               | 2020           |
| Helvella pseudoalpina                               | S.B. Løken, Skrede & T. Schumach.   | 2019           |
| Helvella pseudolacunosa                             | Q. Zhao & K.D. Hyde                 | 2015           |
| Helvella pseudoreflexa                              | Q. Zhao, Zhu L. Yang & K.D. Hyde    | 2015           |
| Helvella pubescens                                  | Skrede, T.A. Carlsen & T. Schumach. | 2017           |
| Helvella pulchra                                    | Dissing                             | 1993           |
| Helvella pulla                                      | Schaeff.                            | 1774           |
| Helvella punctata                                   | Schaeff.                            | 1774           |
| Helvella purpurascens                               | Schaeff.                            | 1774           |
| Helvella purpurea                                   | Schaeff.                            | 1774           |
| Helvella pusilla                                    | Berk. & M.A. Curtis                 | 1860           |
| Helvella pygmaea                                    | Sommerf.                            | 1826           |
| Helvella quadrisulca                                | Velen.                              | 1947           |
| Helvella queletiana                                 | Sacc. & Traverso                    | 1910           |
| Helvella queletii (Grote schotelkluifzwam)          | Schulzer                            | 1885           |
| Helvella ramosa                                     | Schaeff.                            | 1774           |
| Helvella reflexa                                    | A. Cumino                           | 1805           |
| Helvella retinervis                                 | Skrede & T. Schumach.               | 2020           |
| Helvella revoluta                                   | J.F. Gmel.                          | 1792           |
| Helvella rivularis                                  | Dissing & Sivertsen                 | 1980           |
| Helvella robusta                                    | S.P. Abbott                         | 1988           |
| Helvella rossica                                    | Velen.                              | 1939           |
| Helvella rugosa                                     | Q. Zhao & K.D. Hyde                 | 2015           |
| Helvella sambuccina                                 | Scop.                               | 1772           |
| Helvella schaefferi                                 | Boud.                               | 1907           |
| Helvella scrobiculata                               | Velen.                              | 1922           |
| Helvella scutellata                                 | Schaeff.                            | 1774           |
| Helvella scyphoides                                 | Skrede, T.A. Carlsen & T. Schumach. | 2017           |
| Helvella semiobruta                                 | Donadini & Berthet                  | 1976           |
| Helvella sepulcralis                                | Batsch                              | 1786           |
| Helvella sichuanensis                               | X.C. Wang & W.Y. Zhuang             | 2019           |
| Helvella sinensis                                   | B. Liu & J.Z. Cao                   | 1985           |
| Helvella sinuosa                                    | Brond.                              | 1824           |
| Helvella solida                                     | Velen.                              | 1934           |
| Helvella solitaria                                  | P. Karst.                           | 1871           |
| Helvella spadicea (Nonnenkapkluifzwam)              | Schaeff.                            | 1774           |
| Helvella spathulata                                 | Afzel.                              | 1783           |
| Helvella spathulata                                 | Sowerby                             | 1797           |
| Helvella subclavipes                                | (W. Phillips & Ellis) S.P. Abbott   | 1992           |
| Helvella subfusispora                               | B. Liu & J.Z. Cao                   | 1985           |
| Helvella subglabra                                  | N.S. Weber                          | 1972           |
| Helvella sublactea                                  | Q. Zhao, M. Wang & Y.C. Zhao        | 2016           |
| Helvella sublicia                                   | Holmsk.                             | 1799           |
| Helvella subspadicea                                | Q. Zhao, Zhu L. Yang & K.D. Hyde    | 2016           |
| Helvella subtinta                                   | M. Zeng, Q. Zhao & K.D. Hyde        | 2020           |
| Helvella sulcata                                    | Willd.                              | 1787           |
| Helvella tabacina                                   | Mont.                               | 1850           |
| Helvella taiyuanensis                               | B. Liu, Du & J.Z. Cao               | 1985           |
| Helvella terrestris                                 | (Velen.) Landvik                    | 1999           |
| Helvella terricola                                  | Skrede & T. Schumach.               | 2020           |
| Helvella tianshanensis                              | X.C. Wang & W.Y. Zhuang             | 2019           |
| Helvella tinta                                      | Q. Zhao & K.D. Hyde                 | 2016           |
| Helvella tomentosa                                  | Raddi                               | 1818           |
| Helvella tremellina                                 | Sw.                                 | 1788           |
| Helvella tremelloides                               | Hazsl.                              | 1881           |
| Helvella tremellosa                                 | Krombh.                             | 1834           |
| Helvella truncata                                   | Scop.                               | 1772           |
| Helvella tubulosa                                   | Schaeff.                            | 1774           |
| Helvella ulvinenii                                  | Harmaja                             | 1979           |
| Helvella umbelliformis                              | Pers.                               | 1822           |
| Helvella umbraculiformis                            | Seaver                              | 1928           |
| Helvella unctuosa                                   | Batsch                              | 1786           |
| Helvella undecima                                   | Schaeff.                            | 1763           |
| Helvella underwoodii                                | Seaver                              | 1928           |
| Helvella undulata                                   | Raddi                               | 1818           |
| Helvella unicolor (Viltige bokaalkluifzwam)         | (Boud.) Dissing                     | 1966           |
| Helvella vacini                                     | Velen.                              | 1947           |
| Helvella venosa                                     | Fr.                                 | 1822           |
| Helvella verpoides                                  | Fr.                                 | 1849           |
| Helvella verruculosa                                | (Sacc.) Harmaja                     | 1978           |
| Helvella versicolor                                 | Sw.                                 | 1788           |
| Helvella vespertina                                 | N.H. Nguyen & Vellinga              | 2013           |
| Helvella villosa                                    | Schaeff.                            | 1774           |
| Helvella xinjiangensis                              | J.Z. Cao, L. Fan & B. Liu           | 1990           |
| Helvella zhongtiaoensis                             | J.Z. Cao & B. Liu                   | 1990           |